# 王渔洋故居及墓葬
王渔洋故居及墓葬，位于山东省淄博市桓台县新城镇，为清朝官员王渔洋的故居及墓葬建筑。2006年12月7日，王渔洋故居及墓葬被公布为第三批山东省文物保护单位，2019年10月7日，王渔洋故居被公布为第八批全国重点文物保护单位，而王渔洋墓葬仍为省级文物保护单位。